# Iconòdul

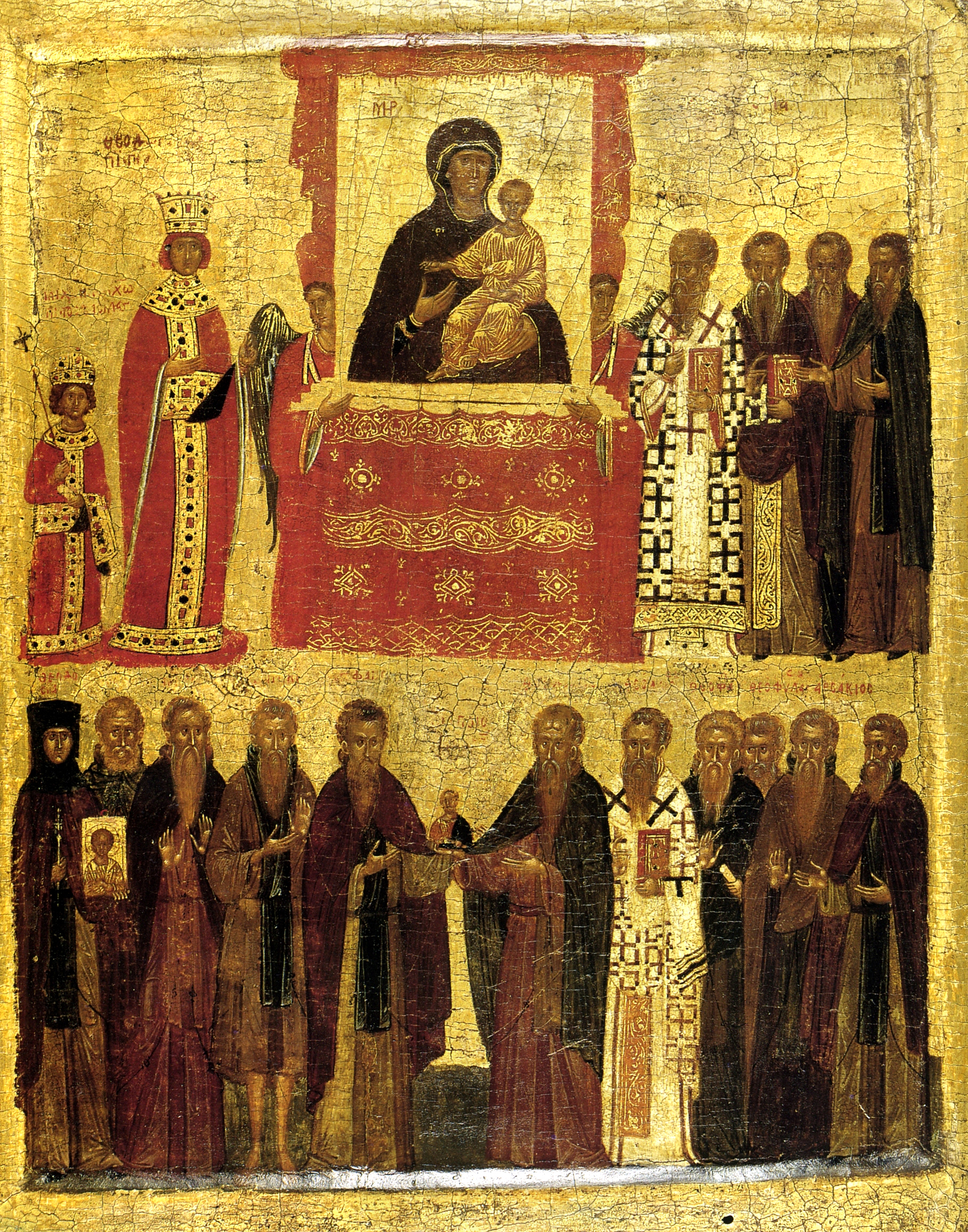
Icona de finals del -inicis del, il·lustrant el Triomf de l'Ortodòxia sota l'emperadriu romana d'Orient Teodora al 843. Thedoroda va ser considerada com una iconodula

Un iconòdul (grec: eikono-doulos, «hom qui serveix imatges»; també «iconodulista» o «iconòfil») és aquell qui exposa iconodulisme, per exemple, qui dona suport o favor a les imatges religioses o icones i les venera, en oposició a un iconoclasta, que és qui es mostra en contra de l'ús d'imatges religioses. El terme és emprat usualment amb relació a la controvèrsia iconoclasta que va tenir lloc a l'Imperi Romà d'Orient; els iconòduls més famosos d'aquells temps van ser els sants Teodor Estudita i Joan Damascè.
La controvèrsia l'inicià l'emperador romà d'Orient Lleó III l'Isàuric el 726, quan ordenà que es retirés la imatge del Crist que presidia la Porta de Calce del palau imperial a Constantinoble. El 730 seguí una prohibició d'icones més àmplia. Sant Joan Damascè argumentà amb èxit que prohibir les icones era equivalent a negar l'Encarnació de Crist, la presència de la Paraula de Déu al món material. Les icones recordaven a l'Església la naturalesa física de Déu manifestada en Jesucrist.
La veneració de les icones es restaurà al Segon Concili de Nicea (setè concili ecumènic el 787 dc). Malgrat això trobà oposició, en particular de Carlemany. El darrer esclat iconoclasta a l'Imperi Romà d'Orient va ser el 843, en un esdeveniment celebrat com la Festivitat de l'Ortodòxia.